# Gingiwoplastyka
Gingiwoplastyka, plastyka dziąseł (łac. gingiva dziąsło + -plastica naprawa, rekonstrukcja) w stomatologii to specjalistyczny zabieg chirurgiczny mający na celu odtworzenie estetycznego kształtu dziąseł. Jest podobna acz prostsza od gingiwektomii, ponieważ nie odwarstwia się brzegu dziąsła, ale odcina jedynie przerosłe fragmenty dziąseł.
Gingiwoplastyka stosowana jest m.in. w przerostowych stanach zapalnych dziąseł np. towarzyszących parodontozie z równoczesnym zanikiem kości wyrostka zębodołowego lub spowodowanych stosowaniem leków (np. w padaczce).